# روبرت جي. لوسون
روبرت جي. لوسون (بالإنجليزية: Robert G. Lawson)‏ هو محامي ومؤلف أمريكي، ولد في 1938 في كنتاكي في الولايات المتحدة.